# Contrôleur général de la République (Colombie)
Pour les articles homonymes, voir Contrôleur général de la République.
Le Contrôleur général de la République de Colombie (en espagnol : Contraloría General de la República de Colombia est une institution indépendante du gouvernement colombien qui agit comme la plus haute forme de contrôle fiscal dans le pays. À ce titre, il a pour mission de rechercher la bonne allocation des ressources et des fonds publics et contribuer à la modernisation de l'État par le biais de l'amélioration continue dans les différentes entités publiques. Il est l'une des institutions de contrôle colombiennes avec l'Inspecteur général de la Colombie (en).

## Histoire

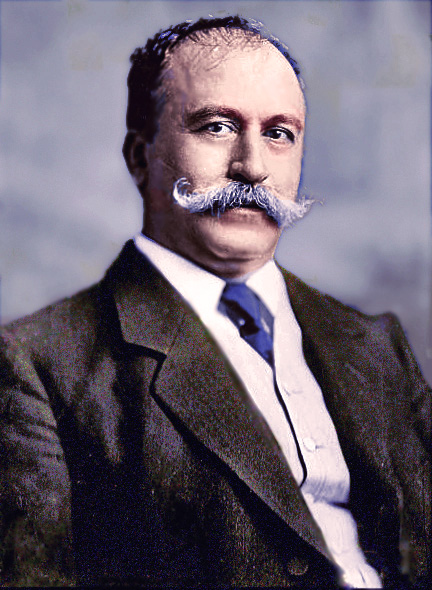
Le président Pedro Nel Ospina a approuvé la Loi 42 qui crée le Contrôleur général de la République.

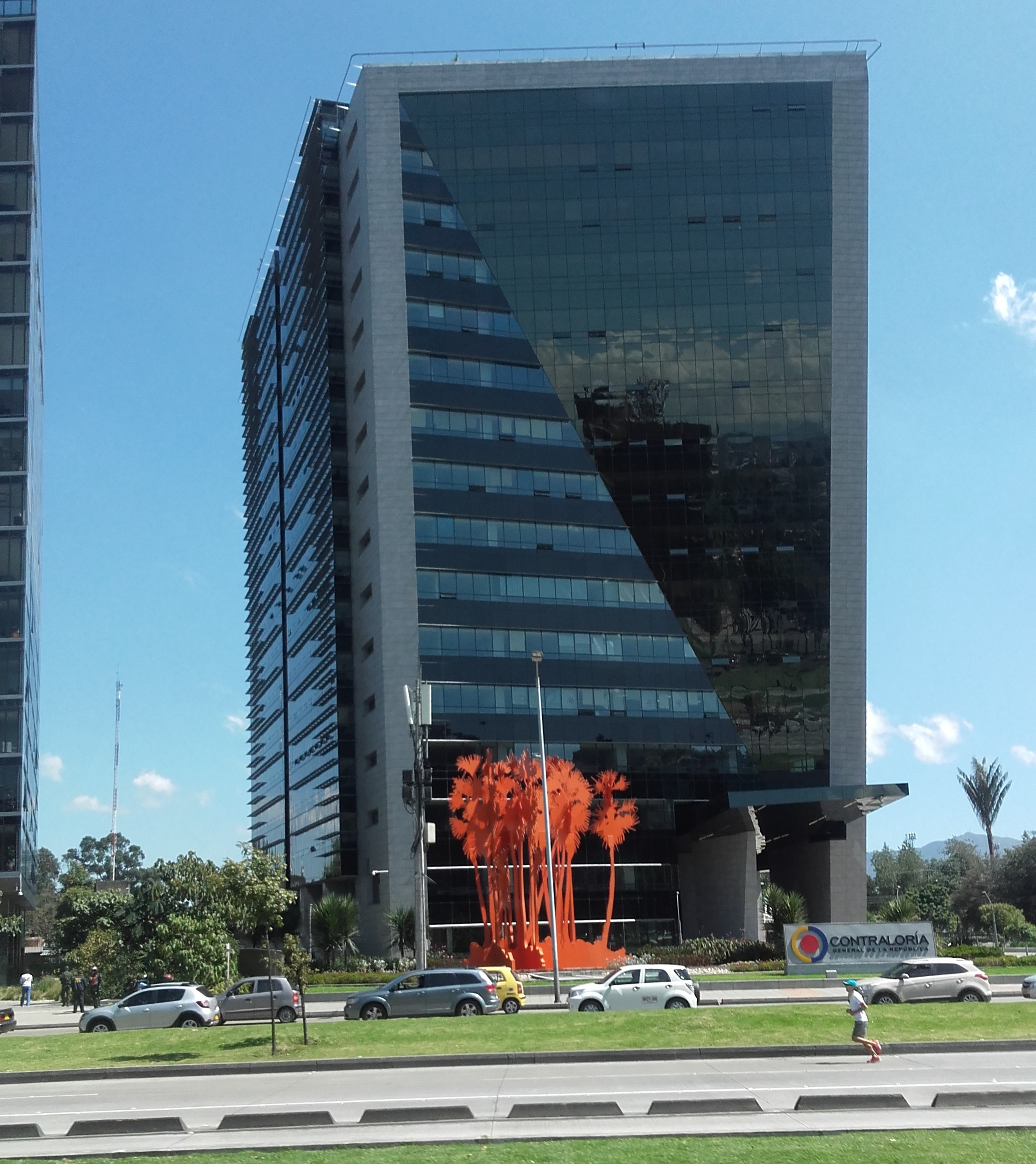
Siège du Contrôleur général de la République, à Bogota.

En 1923, après plusieurs années de crise financière, le président Pedro Nel Ospina demande à un comité d'experts d'étudier les conditions économiques colombiennes. Ce comité, dirigé par l'économiste américain Edwin Walter Kemmerer (connu sous le nom de The Money Doctor) est appelé la Mission Kemmerer. Auparavant, Kemmerer a déjà travaillé avec des gouvernements latino-américains, celui du Mexique en 1917 et celui du Guatemala en 1919.
Jusqu'alors, la Cour des comptes (espagnol : Corte de Cuentas) est l'agence de reddition de comptes de la nation, c'est une agence de nature judiciaire et fiscale mais faisant partie de l'exécutif. Une étude menée par la Mission Kemmerer, avec l'aide du ministre colombien des Finances, Esteban Jaramillo, recommande au Congrès de créer la Banque de la République et le Contrôleur général, et de structurer les lois pour cette fonction en utilisant celles qui existent déjà. La mission Kemmerer recommande la création du Contrôleur général après avoir estimé que cela pourrait mettre en place les moyens nécessaires pour imposer un strict respect des lois et des normes administratives dans la gestion des ressources et des fonds publics.
Le Gouvernement introduit une nouvelle législation sur les recommandations de la Mission Kemmerer. La Loi 42 de 1923 est votée par le Congrès et signée par le président du Sénat, Luis de Greiff, et le président de la Chambre des représentants, Ignacio Moreno. La nouvelle loi est approuvée et signée par le président Nel Ospina et son ministre des Finances Gabriel Posada, et finalement ratifié par le Congrès le 19 juillet 1923.
Le Bureau du contrôleur général commence à fonctionner le 1er septembre 1923, lorsque la Loi 42 prend effet. Le premier contrôleur général de la République est Eugenio Andrade, nommé par le président Ospina. Le contrôleur général actuel est Julio César Turbay Quintero (en), fils de l'ancien président Julio César Turbay Ayala.